# Thomas Ravelli
Thomas Ravelli   (Vimmerby, 13 d'agost de 1959) és un exfutbolista suec de la dècada de 1980.
Fou 143 cops internacional amb la selecció sueca amb la qual participà en la Copa del Món de Futbol de 1990 i a la Copa del Món de Futbol de 1994.
Pel que fa a clubs, defensà els colors de Östers IF i IFK Göteborg.